# Monica Cronström
Monica Maria Cronström, född 29 augusti 1939 i Helsingfors, död 11 mars 2015 i Stockholm, var en finländsk-svensk konstnär.
Cronström, som var dotter till redaktör Eige Cronström och författaren Ingegerd Lundén Cronström, studerade vid konstskolan Ateneum i Helsingfors 1957–1960 och genomgick grafisk utbildning i Stockholm 1977–1980. Hon var verksam som tecknare, grafiker och illustratör från 1960, höll separatutställningar i Stockholm 1979 och 1987, samlingsutställningar på Nationalmuseum och Moderna museet och är representerad vid Statens konstråd. Hon utgav Inom tullarna, en bilderbok om Stockholm (1978).